# Tungamah
Tungamah – miasto w Australii, w stanie Wiktoria.